# Shiri Eisner
Shiri Eisner (hebreu: שירי אייזנר)  (Israel, 1983) és una persona no-binària israeliana d'ideologia anarquista i feminista que resideix a Tel-Aviv i es dedica a l'activisme i l'escriptura. És bisexual, discapacitada, i pertany a l'ètnia jueva mizrahim. En anglès, empra tant el pronom femení she com el neutre they. Va estudiar a la Universitat de Tel-Aviv.

## Activisme
Eisner malda per visibilitzar els estereotips socials associats a la bisexualitat, entre altres dissidències, i argumenta que el moviment per l'alliberació bisexual hauria d'aprofitar-se del poder subversiu que tenen en lloc de rebutjar-lo.
És la fundadora de l'associació Panorama – Bi and Pansexual Feminist Community. També se la identifica com la fundadora del moviment polític bisexual a Israel. Igualment, s'ha declarat a favor dels drets dels animals, en contra de l'ocupació israeliana de Palestina i es reivindica com a anarquista fermament antimilitarista.

## Bi: Notes for a bisexual revolution
Se la reconeix sobretot per l'assaig Bi: Notes for a Bisexual Revolution, publicat el 2013, que incideix en l'heteronormativitat i el privilegi monosexual, els perjudicis que tenen en la societat i la intersecció entre les identitats transgènere i bisexual. El 2014, va ser nominat a un Premi Literari Lambda en la categoria «No-ficció sobre la bisexualitat». Avui, és considerat un dels llibres més rellevants de la teoria bisexual.
En l'assaig, l'autora critica notòriament un estudi entorn de la bisexualitat masculina del 2005 realitzat pel psicòleg estatunidenc John Michael Bailey. Aquest estudi, titulat Sexual Arousal Patterns of Bisexual Men, qüestiona l'existència de la bisexualitat en tant que orientació sexual basant-se en la constatació que l'excitació sexual dels presumptes hòmens bisexuals la produeixen bé hòmens bé dones, però rarament tots dos alhora. El mateix 2005, el New York Times va publicar un article de Bailey sobre el tema, titulat Straight, Gay or Lying? Bisexuality Revisited, que va tenir molt de ressò.
| «                                                                    | El que dic és que no hi ha proves que la bisexualitat existeixi veritablement, i que per als hòmens l'excitació constitueix l'orientació. | » |
| — John Michael Bailey, Straight, Gay or Lying? Bisexuality Revisited | |   |

A més, en el llibre, Eisner aborda les qüestions de la fluïdesa sexual, la visibilitat dels bisexuals, i l'esborrament bisexual. A continuació, proposa una revolució bisexual com a mitjà de redreçar radicalment les opressions creades pel cissexisme, el monosexisme, l'heterosexisme i el patriarcat. Vincula la seva condició de bisexual amb la mizharim i denota com totes dues la situen en comunitats sistemàticament invisibilitzades i estigmatitzades.

## Obra
- Eisner, Shiri «Love, Rage and the Occupation: Bisexual Politics in Israel/Palestine» (en anglès). Routledge, p. 80–137.
- Eisner, Shiri. Seal Press. Bi: notes for a bisexual revolution (en anglès), 2013. ISBN 9781580054751. OCLC 849928858.